# Olle Garenberg
Björn Olof Sigismund Garenberg, mer känd som Olle Garenberg, född 25 juli 1915 i Engelbrekts församling i Stockholm, död 28 oktober 2008 i Eskilstuna Fors församling i Södermanlands län, var en svensk jurist och politiker.
Garenberg växte upp i Värnamo i Småland och var son till stadsfiskalen Gunnar Andersson och Gunhild Österberg. Efter studentexamen i Jönköping 1935 följde akademiska studier. Han blev juris kandidat vid Stockholms högskola 1941, var tingsnotarie i Gästriklands östra domsaga 1941–1943, fiskal vid Svea hovrätt 1944, tingssekreterare i Jämtlands norra och Livgedingets domsagor 1946–1948 och blev assessor vid rådhusrätten i Västerås 1948. Han kom till Eskilstuna rådhusrätt som rådman 1951, vilken senare blev Eskilstuna tingsrätt där han var chefsrådman fram till pensioneringen 1981.
Han hade också olika förtroendeuppdrag. Han blev ledamot av stadsfullmäktige 1954 där han satt för folkpartiet, ordförande polisnämnden 1958, vice ordförande i byggnadsnämnden 1952 samt suppleant i drätselkammaren 1959. Han var ordförande i Eskilstuna-Kurirens stiftelse 1980–1987.
Olle Garenberg var 1941–1972 gift med Annika Koch (1915–2007), dotter till trädgårdsmästare Josef Koch och Anna Kristiansson. De fick tre söner: Björn (född 1944, Charlotta Sparres far), Anders (född 1947) och Mats (född 1951). 1973 gifte han om sig med Kerstin Holmer (1926–2010).